# Dalibor Volaš
Dalibor Volaš, slovenski nogometaš, * 27. februar 1987, Koper.
Volaš je profesionalni nogometaš, ki igra na položaju napadalca. Od leta 2023 je član italijanskega kluba Virtus Corno. Pred tem je igral za slovenske klube Koper, Bonifiko, Maribor, Nafto Lendava, Celje in Krško, moldavski Sheriff Tiraspol, rusko Mordovio Saransk, madžarski Debrecen, malezijski Pahang FC, albanski Partizani Tirana, nizozemsko Sparto Rotterdam, poljske GKS Katowice ter italijanske Kras Repen, Cjarlins Muzane in Sevegliano. Skupno je v prvi slovenski ligi odigral 241 tekem in dosegel 92 golov. Z Mariborom je osvojil naslov slovenskega državnega prvaka v sezonah 2008/09, 2011/12 in 2014/15, slovenski pokal leta 2012 in SuperPokal leta 2009, s Koprom pa slovenski pokal leta 2006. V sezoni 2006/07 je bil prvi strelec v drugi slovenski ligi. Bil je tudi član slovenske reprezentance do 20 in 21 let.